# گروه دارویی ملی چین
گروه دارویی ملی چین (انگلیسی: China National Pharmaceutical Group) یا سینوفارم یک شرکت دولتی چینی است. سینوفارم در فهرست فورچون جهانی ۵۰۰ در سال ۲۰۱۶ در رتبهٔ دویست و پنجم قرار گرفته است.